# Mirko Alilović
Mirko Alilović, né le 15 septembre 1985 à Ljubuški (Yougoslavie, aujourd'hui Bosnie-Herzégovine), est un handballeur Bosnien jouant au poste de gardien de but en équipe nationale de Croatie et dans le club Polonais du Wisła Płock.

## Palmarès

### En clubs
Compétitions internationales
- Finaliste de la Ligue des champions : 2015, 2016
- Finaliste de la Coupe des vainqueurs de coupe : 2007
- Vainqueur de la Ligue SEHA (2) : 2015, 2016

Compétitions nationales
- Vainqueur du Championnat de Bosnie-Herzégovine : 2002, 2004, 2005
- Vainqueur du Championnat de Hongrie (6) : 2012, 2013, 2014, 2015, 2016, 2017
- Vainqueur de la Coupe de Hongrie (7) : 2012, 2013, 2014, 2015, 2016, 2017, 2018

### En équipe nationale
Jeux olympiques
- 4e place aux Jeux olympiques de 2008 à Pékin
- Médaille de bronze aux Jeux olympiques de 2012 à Londres

Championnats du monde
- 5e place au Championnat du monde 2007[3] en Allemagne
- Médaille d'argent au Championnat du monde 2009 en Croatie
- Médaille de bronze au Championnat du monde 2013 en Espagne
- 6e place au Championnat du monde 2015 au Qatar

Championnats d'Europe
- Médaille d'argent au Championnat d'Europe 2008 en Norvège
- Médaille d'argent au Championnat d'Europe 2010 en Autriche
- Médaille de bronze au Championnat d'Europe 2012 en Serbie
- 4e place au Championnat d'Europe 2014 au Danemark
- Médaille de bronze au Championnat d'Europe 2016 en Pologne
- 5e place au Championnat d'Europe 2018 au Danemark et en Allemagne